# Paul-Arthur-Marie Chaudessolle
Paul-Arthur-Marie Chaudessolle, francoski general, * 1. februar 1889, † 10. avgust 1966.